# Consthum
Consthum (luxemburguès Konstem, alemany Consthum) és una vila de la comuna de Parc Hosingen i antigua comuna al nord de Luxemburg, en el cantó de Clervaux. Comprèn els nuclis de Consthum i Holzthum.

## Població
| Nacionalitat   | Població | %      |
| -------------- | -------- | ------ |
| luxemburguesos | 287      | 87,50% |
| Forasters      | 41       | 12,50% |
| - portuguesos  | 15       | 4,57%  |
| - francesos    |          |        |
| - italians     |          |        |
| - belgues      | 8        | 2,44%  |
| - alemanys     | 3        | 0,91%  |
| - iugoslaus    | 6        | 1,83%  |
| - altres       | 9        | 2,74%  |

## Evolució demogràfica
| Any        | Població |
| ---------- | -------- |
| 15/02/2001 | 328      |
| 01/01/2002 | 336      |
| 01/01/2003 | 361      |
| 01/01/2004 | 369      |
| 01/01/2005 | 405      |